# 1516
Portal Geschichte | Portal Biografien | Aktuelle Ereignisse | Jahreskalender | Tagesartikel

◄ |
15. Jahrhundert |
16. Jahrhundert
| 17. Jahrhundert | ►

◄ |
1480er |
1490er |
1500er |
1510er
| 1520er | 1530er | 1540er | ►

◄◄ |
◄ |
1512 |
1513 |
1514 |
1515 |
1516
| 1517 | 1518 | 1519 | 1520 | ► | ►►
Staatsoberhäupter  · Nekrolog · Kunstjahr · Literaturjahr · Musikjahr   · Wissenschaftsjahr
| Januar | Januar | Januar | Januar | Januar | Januar | Januar | Januar |
| Kw     | Mo     | Di     | Mi     | Do     | Fr     | Sa     | So     |
| ------ | ------ | ------ | ------ | ------ | ------ | ------ | ------ |
| 1      |        | 1      | 2      | 3      | 4      | 5      | 6      |
| 2      | 7      | 8      | 9      | 10     | 11     | 12     | 13     |
| 3      | 14     | 15     | 16     | 17     | 18     | 19     | 20     |
| 4      | 21     | 22     | 23     | 24     | 25     | 26     | 27     |
| 5      | 28     | 29     | 30     | 31     |        |        |        |

| Februar | Februar | Februar | Februar | Februar | Februar | Februar | Februar |
| Kw      | Mo      | Di      | Mi      | Do      | Fr      | Sa      | So      |
| ------- | ------- | ------- | ------- | ------- | ------- | ------- | ------- |
| 5       |         |         |         |         | 1       | 2       | 3       |
| 6       | 4       | 5       | 6       | 7       | 8       | 9       | 10      |
| 7       | 11      | 12      | 13      | 14      | 15      | 16      | 17      |
| 8       | 18      | 19      | 20      | 21      | 22      | 23      | 24      |
| 9       | 25      | 26      | 27      | 28      | 29      |         |         |

| März | März | März | März | März | März | März | März |
| Kw   | Mo   | Di   | Mi   | Do   | Fr   | Sa   | So   |
| ---- | ---- | ---- | ---- | ---- | ---- | ---- | ---- |
| 9    |      |      |      |      |      | 1    | 2    |
| 10   | 3    | 4    | 5    | 6    | 7    | 8    | 9    |
| 11   | 10   | 11   | 12   | 13   | 14   | 15   | 16   |
| 12   | 17   | 18   | 19   | 20   | 21   | 22   | 23   |
| 13   | 24   | 25   | 26   | 27   | 28   | 29   | 30   |
| 14   | 31   |      |      |      |      |      |      |

| April | April | April | April | April | April | April | April |
| Kw    | Mo    | Di    | Mi    | Do    | Fr    | Sa    | So    |
| ----- | ----- | ----- | ----- | ----- | ----- | ----- | ----- |
| 14    |       | 1     | 2     | 3     | 4     | 5     | 6     |
| 15    | 7     | 8     | 9     | 10    | 11    | 12    | 13    |
| 16    | 14    | 15    | 16    | 17    | 18    | 19    | 20    |
| 17    | 21    | 22    | 23    | 24    | 25    | 26    | 27    |
| 18    | 28    | 29    | 30    |       |       |       |       |

| Mai | Mai | Mai | Mai | Mai | Mai | Mai | Mai |
| Kw  | Mo  | Di  | Mi  | Do  | Fr  | Sa  | So  |
| --- | --- | --- | --- | --- | --- | --- | --- |
| 18  |     |     |     | 1   | 2   | 3   | 4   |
| 19  | 5   | 6   | 7   | 8   | 9   | 10  | 11  |
| 20  | 12  | 13  | 14  | 15  | 16  | 17  | 18  |
| 21  | 19  | 20  | 21  | 22  | 23  | 24  | 25  |
| 22  | 26  | 27  | 28  | 29  | 30  | 31  |     |

| Juni | Juni | Juni | Juni | Juni | Juni | Juni | Juni |
| Kw   | Mo   | Di   | Mi   | Do   | Fr   | Sa   | So   |
| ---- | ---- | ---- | ---- | ---- | ---- | ---- | ---- |
| 22   |      |      |      |      |      |      | 1    |
| 23   | 2    | 3    | 4    | 5    | 6    | 7    | 8    |
| 24   | 9    | 10   | 11   | 12   | 13   | 14   | 15   |
| 25   | 16   | 17   | 18   | 19   | 20   | 21   | 22   |
| 26   | 23   | 24   | 25   | 26   | 27   | 28   | 29   |
| 27   | 30   |      |      |      |      |      |      |

| Juli | Juli | Juli | Juli | Juli | Juli | Juli | Juli |
| Kw   | Mo   | Di   | Mi   | Do   | Fr   | Sa   | So   |
| ---- | ---- | ---- | ---- | ---- | ---- | ---- | ---- |
| 27   |      | 1    | 2    | 3    | 4    | 5    | 6    |
| 28   | 7    | 8    | 9    | 10   | 11   | 12   | 13   |
| 29   | 14   | 15   | 16   | 17   | 18   | 19   | 20   |
| 30   | 21   | 22   | 23   | 24   | 25   | 26   | 27   |
| 31   | 28   | 29   | 30   | 31   |      |      |      |

| August | August | August | August | August | August | August | August |
| Kw     | Mo     | Di     | Mi     | Do     | Fr     | Sa     | So     |
| ------ | ------ | ------ | ------ | ------ | ------ | ------ | ------ |
| 31     |        |        |        |        | 1      | 2      | 3      |
| 32     | 4      | 5      | 6      | 7      | 8      | 9      | 10     |
| 33     | 11     | 12     | 13     | 14     | 15     | 16     | 17     |
| 34     | 18     | 19     | 20     | 21     | 22     | 23     | 24     |
| 35     | 25     | 26     | 27     | 28     | 29     | 30     | 31     |

| September | September | September | September | September | September | September | September |
| Kw        | Mo        | Di        | Mi        | Do        | Fr        | Sa        | So        |
| --------- | --------- | --------- | --------- | --------- | --------- | --------- | --------- |
| 36        | 1         | 2         | 3         | 4         | 5         | 6         | 7         |
| 37        | 8         | 9         | 10        | 11        | 12        | 13        | 14        |
| 38        | 15        | 16        | 17        | 18        | 19        | 20        | 21        |
| 39        | 22        | 23        | 24        | 25        | 26        | 27        | 28        |
| 40        | 29        | 30        |           |           |           |           |           |

| Oktober | Oktober | Oktober | Oktober | Oktober | Oktober | Oktober | Oktober |
| Kw      | Mo      | Di      | Mi      | Do      | Fr      | Sa      | So      |
| ------- | ------- | ------- | ------- | ------- | ------- | ------- | ------- |
| 40      |         |         | 1       | 2       | 3       | 4       | 5       |
| 41      | 6       | 7       | 8       | 9       | 10      | 11      | 12      |
| 42      | 13      | 14      | 15      | 16      | 17      | 18      | 19      |
| 43      | 20      | 21      | 22      | 23      | 24      | 25      | 26      |
| 44      | 27      | 28      | 29      | 30      | 31      |         |         |

| November | November | November | November | November | November | November | November |
| Kw       | Mo       | Di       | Mi       | Do       | Fr       | Sa       | So       |
| -------- | -------- | -------- | -------- | -------- | -------- | -------- | -------- |
| 44       |          |          |          |          |          | 1        | 2        |
| 45       | 3        | 4        | 5        | 6        | 7        | 8        | 9        |
| 46       | 10       | 11       | 12       | 13       | 14       | 15       | 16       |
| 47       | 17       | 18       | 19       | 20       | 21       | 22       | 23       |
| 48       | 24       | 25       | 26       | 27       | 28       | 29       | 30       |

| Dezember | Dezember | Dezember | Dezember | Dezember | Dezember | Dezember | Dezember |
| Kw       | Mo       | Di       | Mi       | Do       | Fr       | Sa       | So       |
| -------- | -------- | -------- | -------- | -------- | -------- | -------- | -------- |
| 49       | 1        | 2        | 3        | 4        | 5        | 6        | 7        |
| 50       | 8        | 9        | 10       | 11       | 12       | 13       | 14       |
| 51       | 15       | 16       | 17       | 18       | 19       | 20       | 21       |
| 52       | 22       | 23       | 24       | 25       | 26       | 27       | 28       |
| 1        | 29       | 30       | 31       |          |          |          |          |

| Januar | Januar | Januar | Januar | Januar | Januar | Januar | Januar |
| Kw     | Mo     | Di     | Mi     | Do     | Fr     | Sa     | So     |
| ------ | ------ | ------ | ------ | ------ | ------ | ------ | ------ |
| 1      |        | 1      | 2      | 3      | 4      | 5      | 6      |
| 2      | 7      | 8      | 9      | 10     | 11     | 12     | 13     |
| 3      | 14     | 15     | 16     | 17     | 18     | 19     | 20     |
| 4      | 21     | 22     | 23     | 24     | 25     | 26     | 27     |
| 5      | 28     | 29     | 30     | 31     |        |        |        |

| Februar | Februar | Februar | Februar | Februar | Februar | Februar | Februar |
| Kw      | Mo      | Di      | Mi      | Do      | Fr      | Sa      | So      |
| ------- | ------- | ------- | ------- | ------- | ------- | ------- | ------- |
| 5       |         |         |         |         | 1       | 2       | 3       |
| 6       | 4       | 5       | 6       | 7       | 8       | 9       | 10      |
| 7       | 11      | 12      | 13      | 14      | 15      | 16      | 17      |
| 8       | 18      | 19      | 20      | 21      | 22      | 23      | 24      |
| 9       | 25      | 26      | 27      | 28      | 29      |         |         |

| März | März | März | März | März | März | März | März |
| Kw   | Mo   | Di   | Mi   | Do   | Fr   | Sa   | So   |
| ---- | ---- | ---- | ---- | ---- | ---- | ---- | ---- |
| 9    |      |      |      |      |      | 1    | 2    |
| 10   | 3    | 4    | 5    | 6    | 7    | 8    | 9    |
| 11   | 10   | 11   | 12   | 13   | 14   | 15   | 16   |
| 12   | 17   | 18   | 19   | 20   | 21   | 22   | 23   |
| 13   | 24   | 25   | 26   | 27   | 28   | 29   | 30   |
| 14   | 31   |      |      |      |      |      |      |

| April | April | April | April | April | April | April | April |
| Kw    | Mo    | Di    | Mi    | Do    | Fr    | Sa    | So    |
| ----- | ----- | ----- | ----- | ----- | ----- | ----- | ----- |
| 14    |       | 1     | 2     | 3     | 4     | 5     | 6     |
| 15    | 7     | 8     | 9     | 10    | 11    | 12    | 13    |
| 16    | 14    | 15    | 16    | 17    | 18    | 19    | 20    |
| 17    | 21    | 22    | 23    | 24    | 25    | 26    | 27    |
| 18    | 28    | 29    | 30    |       |       |       |       |

| Mai | Mai | Mai | Mai | Mai | Mai | Mai | Mai |
| Kw  | Mo  | Di  | Mi  | Do  | Fr  | Sa  | So  |
| --- | --- | --- | --- | --- | --- | --- | --- |
| 18  |     |     |     | 1   | 2   | 3   | 4   |
| 19  | 5   | 6   | 7   | 8   | 9   | 10  | 11  |
| 20  | 12  | 13  | 14  | 15  | 16  | 17  | 18  |
| 21  | 19  | 20  | 21  | 22  | 23  | 24  | 25  |
| 22  | 26  | 27  | 28  | 29  | 30  | 31  |     |

| Juni | Juni | Juni | Juni | Juni | Juni | Juni | Juni |
| Kw   | Mo   | Di   | Mi   | Do   | Fr   | Sa   | So   |
| ---- | ---- | ---- | ---- | ---- | ---- | ---- | ---- |
| 22   |      |      |      |      |      |      | 1    |
| 23   | 2    | 3    | 4    | 5    | 6    | 7    | 8    |
| 24   | 9    | 10   | 11   | 12   | 13   | 14   | 15   |
| 25   | 16   | 17   | 18   | 19   | 20   | 21   | 22   |
| 26   | 23   | 24   | 25   | 26   | 27   | 28   | 29   |
| 27   | 30   |      |      |      |      |      |      |

| Juli | Juli | Juli | Juli | Juli | Juli | Juli | Juli |
| Kw   | Mo   | Di   | Mi   | Do   | Fr   | Sa   | So   |
| ---- | ---- | ---- | ---- | ---- | ---- | ---- | ---- |
| 27   |      | 1    | 2    | 3    | 4    | 5    | 6    |
| 28   | 7    | 8    | 9    | 10   | 11   | 12   | 13   |
| 29   | 14   | 15   | 16   | 17   | 18   | 19   | 20   |
| 30   | 21   | 22   | 23   | 24   | 25   | 26   | 27   |
| 31   | 28   | 29   | 30   | 31   |      |      |      |

| August | August | August | August | August | August | August | August |
| Kw     | Mo     | Di     | Mi     | Do     | Fr     | Sa     | So     |
| ------ | ------ | ------ | ------ | ------ | ------ | ------ | ------ |
| 31     |        |        |        |        | 1      | 2      | 3      |
| 32     | 4      | 5      | 6      | 7      | 8      | 9      | 10     |
| 33     | 11     | 12     | 13     | 14     | 15     | 16     | 17     |
| 34     | 18     | 19     | 20     | 21     | 22     | 23     | 24     |
| 35     | 25     | 26     | 27     | 28     | 29     | 30     | 31     |

| September | September | September | September | September | September | September | September |
| Kw        | Mo        | Di        | Mi        | Do        | Fr        | Sa        | So        |
| --------- | --------- | --------- | --------- | --------- | --------- | --------- | --------- |
| 36        | 1         | 2         | 3         | 4         | 5         | 6         | 7         |
| 37        | 8         | 9         | 10        | 11        | 12        | 13        | 14        |
| 38        | 15        | 16        | 17        | 18        | 19        | 20        | 21        |
| 39        | 22        | 23        | 24        | 25        | 26        | 27        | 28        |
| 40        | 29        | 30        |           |           |           |           |           |

| Oktober | Oktober | Oktober | Oktober | Oktober | Oktober | Oktober | Oktober |
| Kw      | Mo      | Di      | Mi      | Do      | Fr      | Sa      | So      |
| ------- | ------- | ------- | ------- | ------- | ------- | ------- | ------- |
| 40      |         |         | 1       | 2       | 3       | 4       | 5       |
| 41      | 6       | 7       | 8       | 9       | 10      | 11      | 12      |
| 42      | 13      | 14      | 15      | 16      | 17      | 18      | 19      |
| 43      | 20      | 21      | 22      | 23      | 24      | 25      | 26      |
| 44      | 27      | 28      | 29      | 30      | 31      |         |         |

| November | November | November | November | November | November | November | November |
| Kw       | Mo       | Di       | Mi       | Do       | Fr       | Sa       | So       |
| -------- | -------- | -------- | -------- | -------- | -------- | -------- | -------- |
| 44       |          |          |          |          |          | 1        | 2        |
| 45       | 3        | 4        | 5        | 6        | 7        | 8        | 9        |
| 46       | 10       | 11       | 12       | 13       | 14       | 15       | 16       |
| 47       | 17       | 18       | 19       | 20       | 21       | 22       | 23       |
| 48       | 24       | 25       | 26       | 27       | 28       | 29       | 30       |

| Dezember | Dezember | Dezember | Dezember | Dezember | Dezember | Dezember | Dezember |
| Kw       | Mo       | Di       | Mi       | Do       | Fr       | Sa       | So       |
| -------- | -------- | -------- | -------- | -------- | -------- | -------- | -------- |
| 49       | 1        | 2        | 3        | 4        | 5        | 6        | 7        |
| 50       | 8        | 9        | 10       | 11       | 12       | 13       | 14       |
| 51       | 15       | 16       | 17       | 18       | 19       | 20       | 21       |
| 52       | 22       | 23       | 24       | 25       | 26       | 27       | 28       |
| 1        | 29       | 30       | 31       |          |          |          |          |

Im Jahr 1516 beginnt der für die nächsten 240 Jahre die gesamte europäische Politik prägende habsburgisch-französische Gegensatz: Nach dem Tod Ferdinands II. wird sein Enkel Karl I. König von Spanien, außerdem König von Sardinien, als Karl II. König von Sizilien und als Karl IV. König von Neapel. Da er sich schon seit dem Vorjahr auch im Besitz der Freigrafschaft Burgund und weiter Teile der Burgundischen Niederlande inklusive der Grafschaft Flandern befindet, sieht sich Frankreich unter König Franz I. an nahezu allen Landesgrenzen von habsburgischen Territorien umgeben.

## Ereignisse

### Politik und Weltgeschehen

#### Französisch-Habsburgischer Gegensatz

Das Wappen Karls
als König von Spanien

- 23. Januar: Nach dem Tod Ferdinands II. wird sein Enkel Karl I., für den Francisco Jiménez de Cisneros, der Erzbischof von Toledo, die Regierungsgeschäfte führt, König von Spanien, außerdem König von Sardinien, als Karl II. König von Sizilien und als Karl IV. König von Neapel. Damit beginnt der Jahrhunderte währende Gegensatz zu Frankreich, das sich von den Habsburgern „umzingelt“ sieht.
- 13. August: Karl I. von Spanien als Herzog von Burgund und Franz I. von Frankreich schließen den Vertrag von Noyon gegen den Willen Kaiser Maximilians I. Er sichert Karls Position in Burgund innen- und außenpolitisch und ermöglicht die Übernahme der Herrschaft in Spanien. Für Maximilian bedeutet er den Zwang, seine letzten Positionen in Italien zu räumen.

#### Eidgenossenschaft / Frankreich / Italien

##### Florenz und Urbino

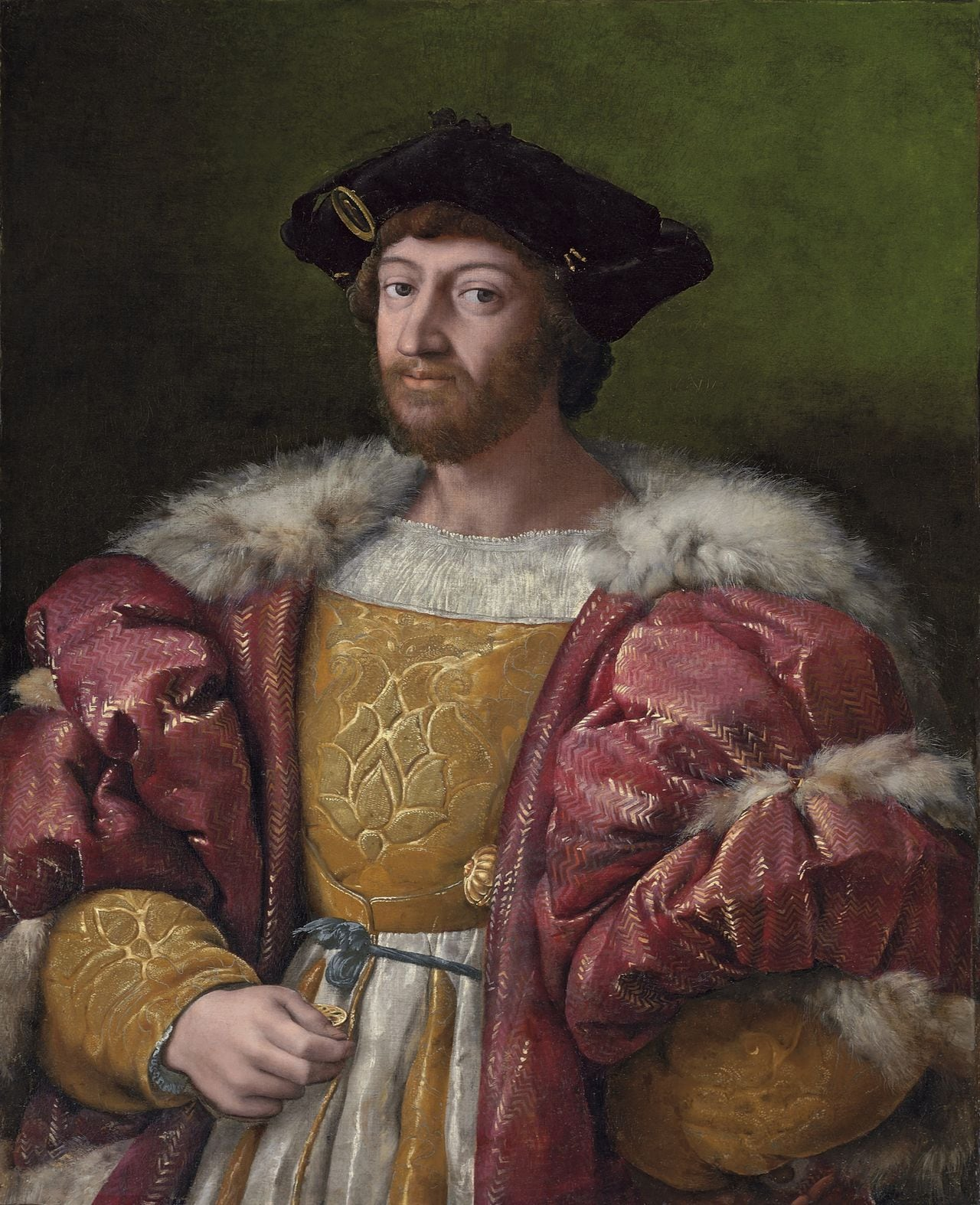
Raffael: Lorenzo di Piero de’ Medici, Stadtherr von Florenz und Herzog von Urbino

- 17. März: Nach längerer schwerer Krankheit stirbt Giuliano di Lorenzo de’ Medici, Herzog von Nemours und Stadtherr von Florenz. Lorenzo di Piero de’ Medici, der ihn schon während seiner Krankheit in allen Angelegenheiten vertreten hat, tritt die Nachfolge an.
- Sommer: Herzog Francesco Maria I. della Rovere, der Papst Leo X. während der Mailänderkriege die Gefolgschaft verweigert hat, wird von diesem gebannt und muss aus Urbino fliehen. Nutznießer ist sein Neffe Lorenzo di Piero de’ Medici, der am 17. August als neuer Herzog im Herzogtum Urbino einzieht, wo die Medici nur wenige Jahre zuvor politisches Asyl genossen haben.

##### Das Ende der Mailänderkriege
- März: Die Orte Uri, Schwyz, Zürich, Basel und Schaffhausen, die den im Vorjahr nach der Schlacht bei Marignano geschlossenen Frieden von Genf ablehnen, stellen dem römisch-deutschen Kaiser Maximilian I. 15.000 Mann für seinen Feldzug nach Oberitalien zur Verfügung. Ein neuerlicher Bruderkrieg mit den anderen eidgenössischen Orten, die Frankreich unterstützen, wird nur dadurch vermieden, dass Maximilian I. den vereinbarten Sold nicht aufbringen kann.

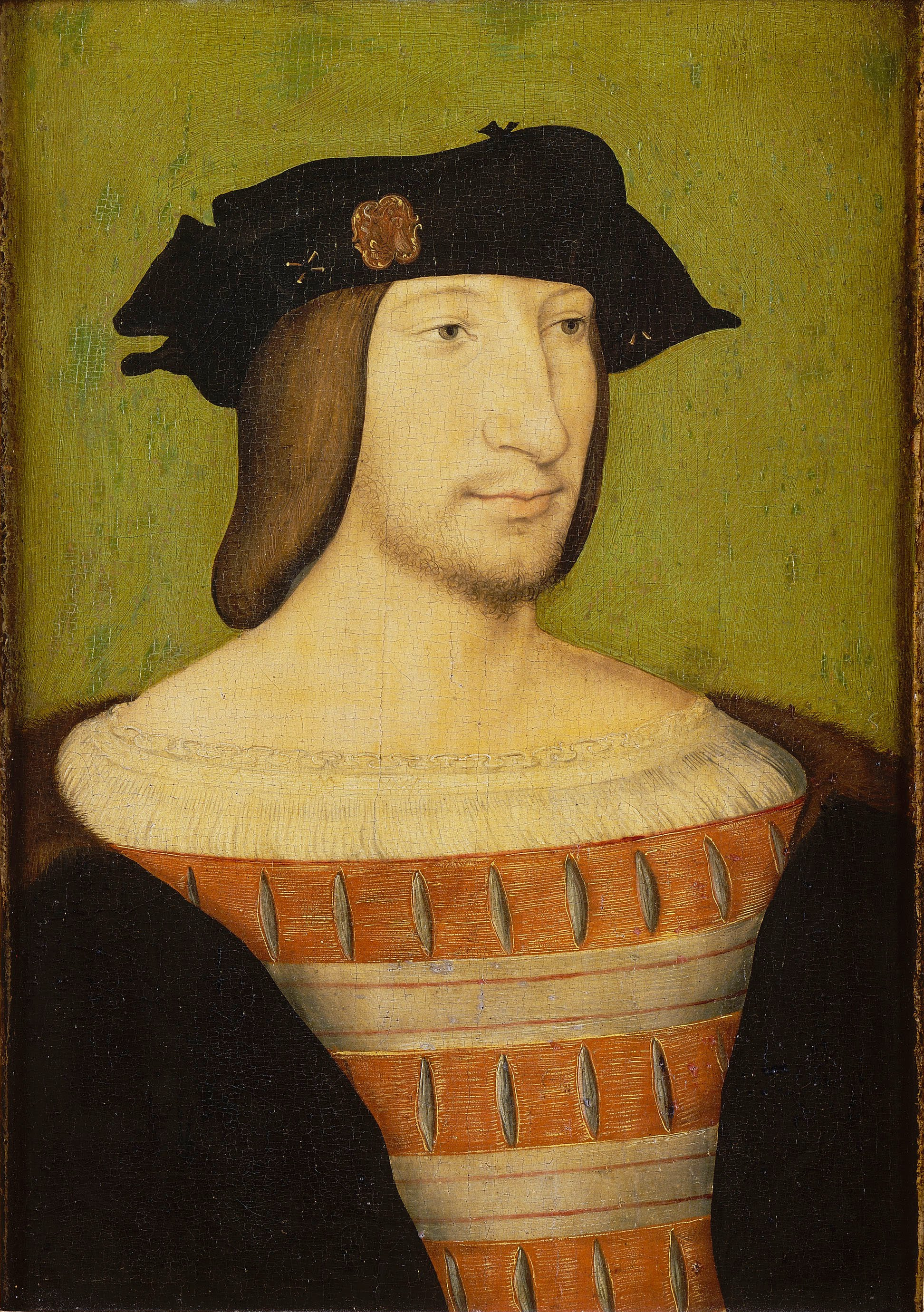
François I. von Frankreich

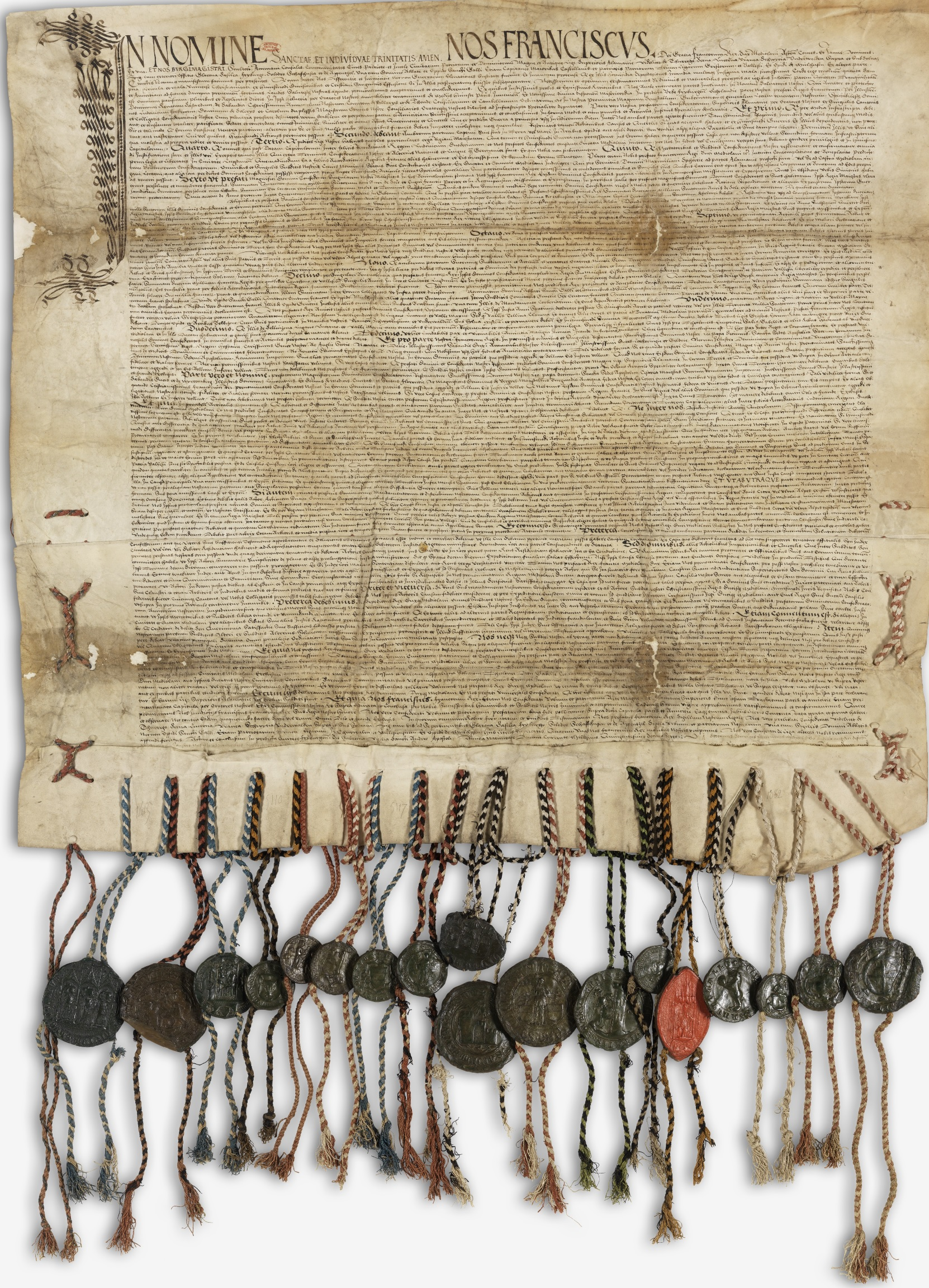
Die Ewige Richtung im Französischen Nationalarchiv

- 29. November: Frankreichs König Franz I. schließt mit den Dreizehn Alten Orten der Eidgenossenschaft und ihren Zugewandten Orten einen als „Ewige Richtung“ bezeichneten Friedensvertrag ab, in dem alle früheren Feindschaften aufgehoben werden und für künftige Konflikte ein Schiedsgericht eingesetzt werden soll. Obwohl der französische König die Bedingungen nach seinem Sieg in der Schlacht bei Marignano weitgehend diktieren kann, ist der Friedensvertrag relativ großzügig gegenüber den Eidgenossen, da Franz ein Interesse hat, sie dauerhaft auf die französische Seite zu ziehen. Kein Vertragspartner soll nach dem Vertragswerk die Feinde des anderen unterstützen. Die Eidgenossen geben ihren Anspruch auf das Protektorat über Mailand auf, dürfen aber ihre Eroberungen in Italien mit Ausnahme des Eschentalss behalten. Das Tessin fällt damit endgültig an die Schweiz. Als Kriegsentschädigung zahlt Franz I. weiter 700'000 Kronen an die dreizehn Orte der Eidgenossenschaft.
- 5. Dezember: Gaspard I. de Coligny, seigneur de Châtillon wird vom französischen König Franz I. zum Marschall von Frankreich ernannt.

#### Weitere Ereignisse in Europa
- 13. März: Vladislav II. stirbt. Damit wird sein 10-jähriger Sohn Ludwig II. als letzter Abkömmling aus dem Geschlecht der Jagiellonen König von Böhmen, Ungarn, Kroatien und Slawonien. Die Regierungsgeschäfte werden zunächst von einem Regentschaftsrat unter der Leitung des Reichsverwesers Johann Zápolya geführt. Dieser strebt nun die Würde des Palatins an.

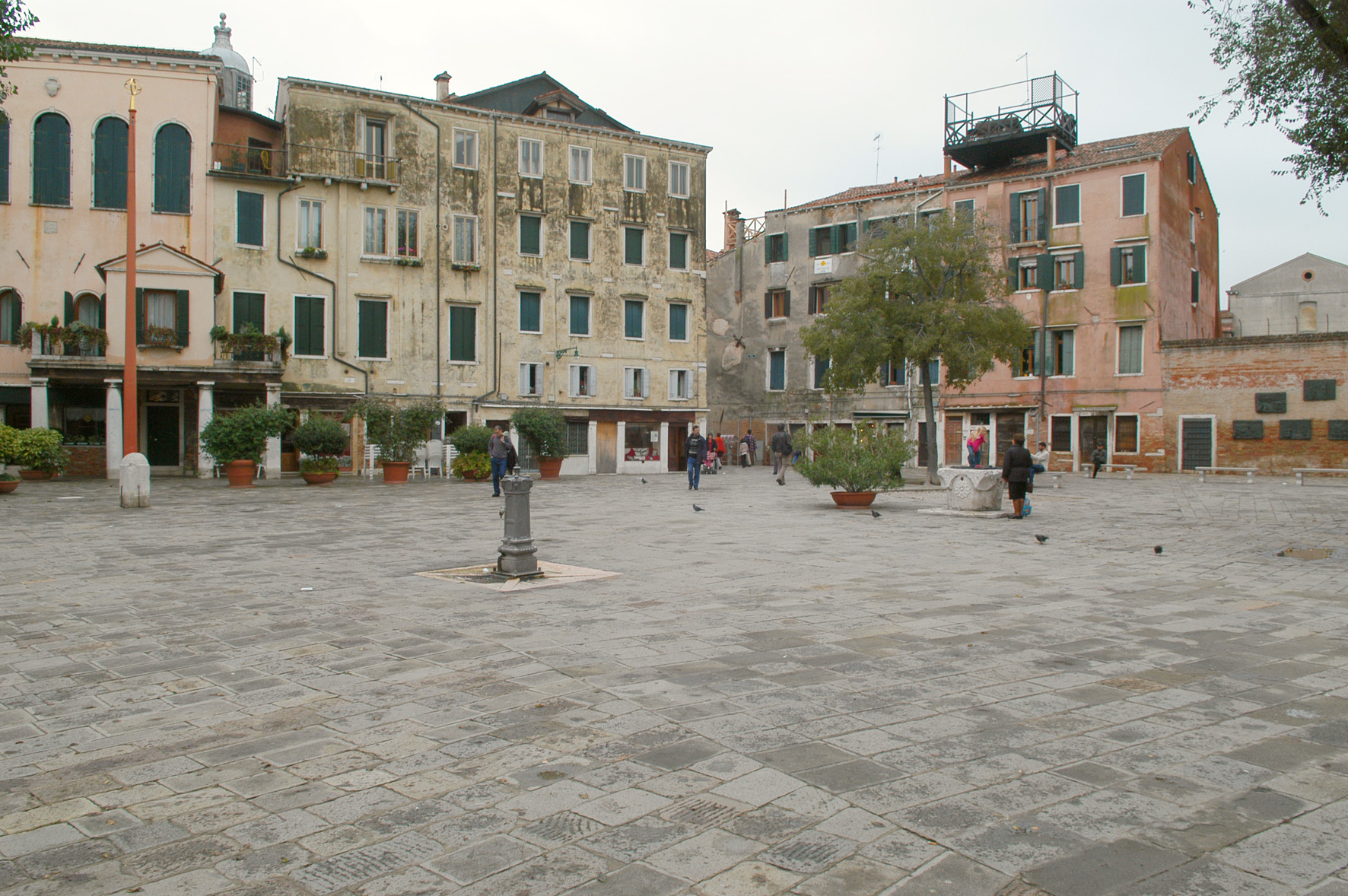
Der Campo de Gheto Novo in Venedig

- 29. März: Die Republik Venedig nennt einen per Dekret für Juden eingerichteten Wohnbereich Ghetto.
- 11. Oktober: Kaiser Maximilian I. spricht die Reichsacht gegen Herzog Ulrich von Württemberg aus weil dieser im Vorjahr den Rittmeister Hans von Hutten ermordet hat. Das hindert Ulrich nicht daran, die Vögte von Weinsberg und Cannstatt, Sebastian Breuning und Konrad Vaut, am 20. November unter dem Vorwurf, sich nach dem Mord hochverräterisch an den Kaiser um Hilfe gewandt zu haben, verhaften und nach Aburteilung aufgrund von durch Folter herbeigeführten Geständnissen am 11. Dezember auf dem Stuttgarter Marktplatz hinrichten zu lassen. Der am gleichen Tag verhaftete Tübinger Vogt Konrad Breuning wird noch ein weiteres Jahr gefangengehalten und gefoltert, bevor er ebenfalls hingerichtet wird. Die Gerichtsverhandlungen werden durch Ulrichs neuen Kanzler Ambrosius Volland geführt. Dessen Vorgänger Gregor Lamparter musste im September außer Landes fliehen, nachdem ihm Herzog Ulrich seinen Rat, auf die kaiserliche Forderung eines sechsjährigen Regierungsverzichts einzugehen, als Verrat ausgelegt hat.
- Nach dem Tod von Johann I. wird sein Sohn Otto III. Graf von Rietberg.

#### Naher Osten

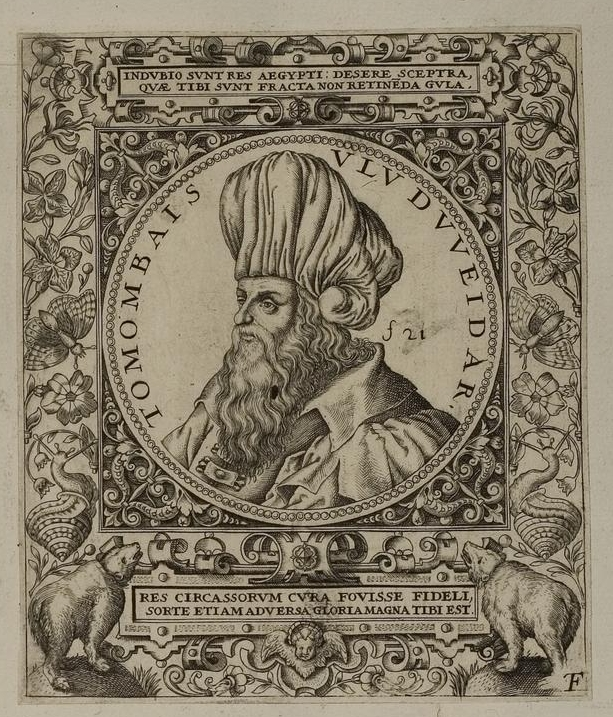
Tuman Bay, Kupferstich um 1596

Die Schlacht von Marj Dabiq zwischen dem Osmanischen Reich unter Sultan Selim I., dem Gestrengen, und den Mamluken unter der Burdschiyya-Dynastie endet am 24. August mit dem Sieg der Osmanen und dem Tod des Mamluken-Sultans al-Ghuri, dem zahlreiche Emire die Gefolgschaft verweigert haben. Zum Nachfolger wird im Oktober der bisherige Vizekönig in Ägypten Tuman Bay ausgerufen. Die Mamlukenemire, die al-Ghuri die Unterstützung verweigert haben, befürworten nun eine Fortsetzung des Krieges und lehnen alle Verhandlungen ab, obwohl der osmanische Sultan Selim I. Frieden gegen die Anerkennung der osmanischen Oberhoheit anbietet. Die Osmanen rücken daraufhin über Syrien und Palästina in Richtung Ägypten vor. Unter anderem wird Jaffa Teil des Osmanischen Reichs.

#### Afrika
- Die osmanischen Korsaren Arudsch und Khair ad-Din Barbarossa erobern Algier von den Spaniern und gründen dort einen Barbareskenstaat.
- David II., Negus negest von Äthiopien, besiegt das Sultanat Adal in einem Eroberungsfeldzug. Dort kommt es zu Machtkämpfen am Hof des Sultans, in deren Folge Fürst Mahfuz von Zeila die Macht ergreift.

#### Entdeckungsreisen
Der Spanier Juan Díaz de Solís erreicht vermutlich als erster Europäer mit seiner aus drei Karavellen bestehenden Expedition die Mündung des Río de la Plata und damit das Gebiet der heutigen Staaten Uruguay und Argentinien. Er segelt mit zwei Offizieren und sieben Matrosen den Fluss hinauf und landet in der Nähe des Zusammenflusses von Río Uruguay und Río Paraná. Bei einem Landgang am 2. Februar werden die meisten der Spanier von Indios getötet. Der 14-jährige Schiffsjunge Francisco del Puerto überlebt und lebt zehn Jahre bei den Indios, bis er von einer weiteren spanischen Expedition gefunden wird.

### Wirtschaft

#### Gewerbe
Herzog Wilhelm IV. und Ludwig X. von Bayern erlassen am 23. April in Ingolstadt eine neue bayerische Landesordnung. Weil darin unter anderem auch der Preis und die Inhaltsstoffe von Bier geregelt werden, wird eine Textpassage dieser Landesordnung später als „bayerisches Reinheitsgebot“ bezeichnet.

#### Postwesen

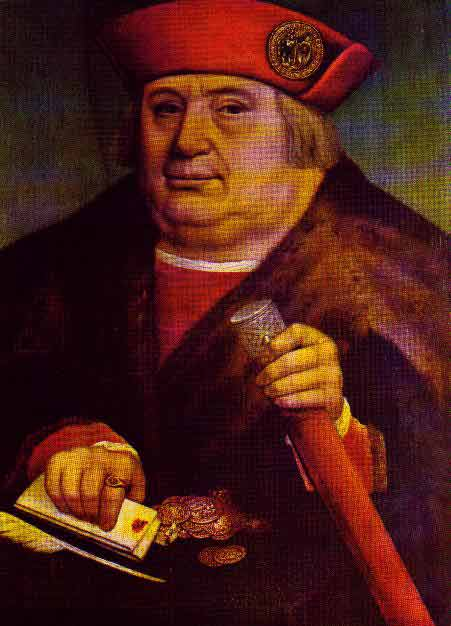
Franz von Taxis

- 12. November: König Karl I. von Spanien schließt mit Franz von Taxis und seinem Neffen Johann Baptista einen erneuerten Postvertrag. In diesem Vertrag bezeichnet König Karl sowohl Franz als auch Johann Baptista als seine Hauptpostmeister (capitaines et maistres des postes) und einzige Post- und Kuriermeister. Franz und Johann Baptista verpflichten sich, Postreiter von Brüssel unter anderem zum französischen Königshof sowie zum Hof Kaiser Maximilians zu stationieren. Auf jeder Wechselstation mit Ausnahme von abgelegenen Routen sollten zwei Pferde gehalten werden. Es dürfen im Rahmen bestimmter Zeitvorgaben ausnahmslos nur königliche Briefe befördert werden. Der Vertrag tritt am 15. November in Kraft.
- Der englische König Heinrich VIII. ernennt erstmals einen Master of the Posts.

#### Bergbau
Beim Ort Conradsgrün, wo bislang ein unbedeutender Bergbau betrieben wurde, werden große Silbervorkommen entdeckt. Im folgenden Jahr wird der Ort in Anlehnung an die Bergstadt Sankt Annaberg in Sankt Joachimsthal umbenannt.

### Wissenschaft und Technik

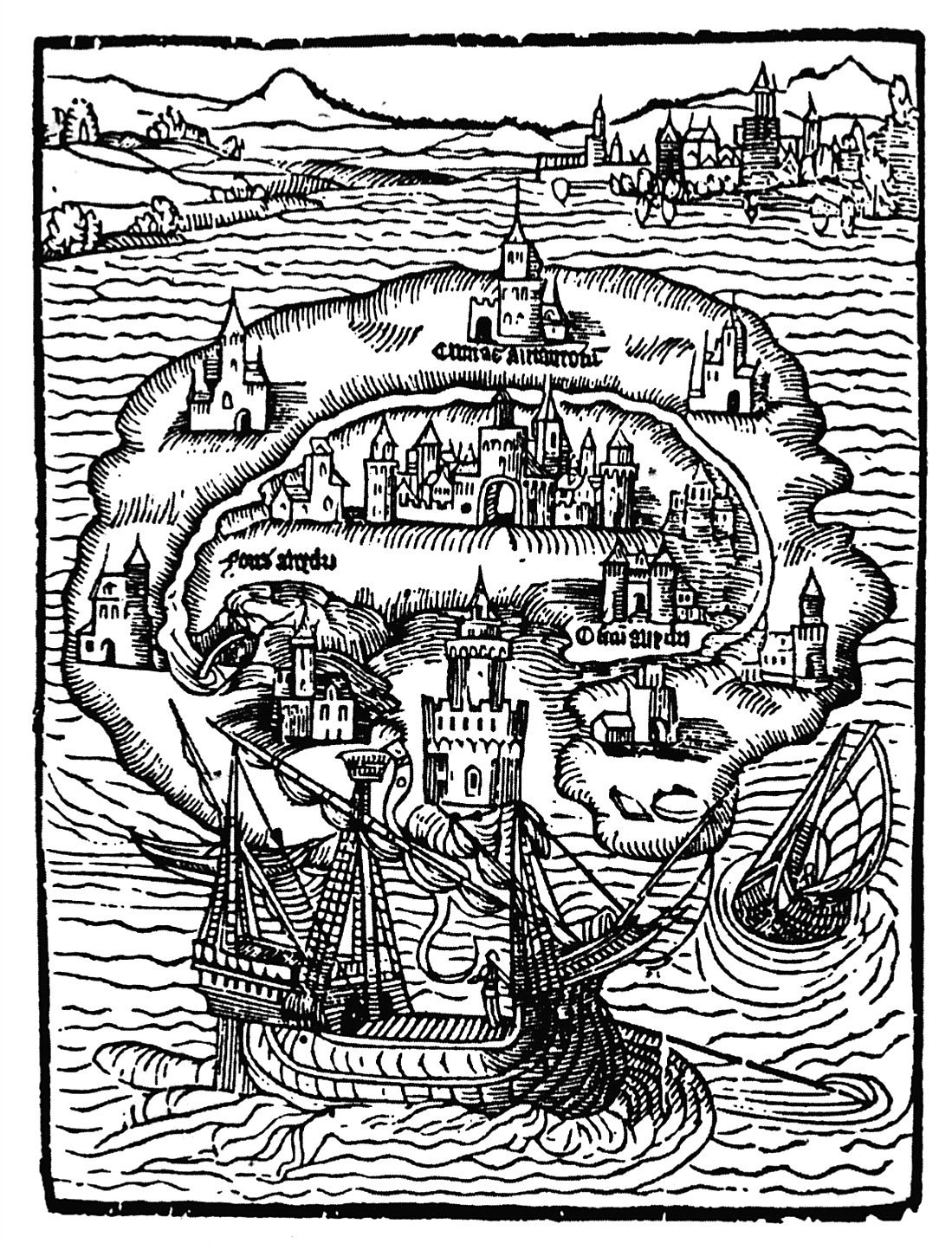
Utopis, Titelholzschnitt der Ausgabe von 1516

- Dezember: Thomas Morus’ staatstheoretisches Werk Utopia wird auf Betreiben des Erasmus von Rotterdam in Löwen in lateinischer Sprache erstmals veröffentlicht. Der philosophische Dialog mit der Schilderung einer idealen Gesellschaft gibt den Anstoß für die Entstehung des Genres der Utopie und des utopischen Romans. In dem Werk wird unter anderem die Abschaffung des Privateigentums und eine Art bedingungsloses Grundeinkommen diskutiert.
- Erasmus von Rotterdam verfasst in Löwen sein pädagogisches Hauptwerk Institutio Principis Christiani (Die Erziehung des Christlichen Fürsten). Dieser Fürstenspiegel ist ein Leitfaden für eine friedliche Politik auf der Basis christlich moralischer Grundsätze.

### Kultur
| Kultur | Kultur |
| --- | ------ |
| - Cinquecento in Italien - Renaissance - Hochrenaissance in Italien - Frührenaissance im deutschsprachigen Raum - Spätgotik - Manuelinik in Portugal - Isabellinischer Stil und Plateresker Stil in Spanien |        |

#### Bildende Kunst

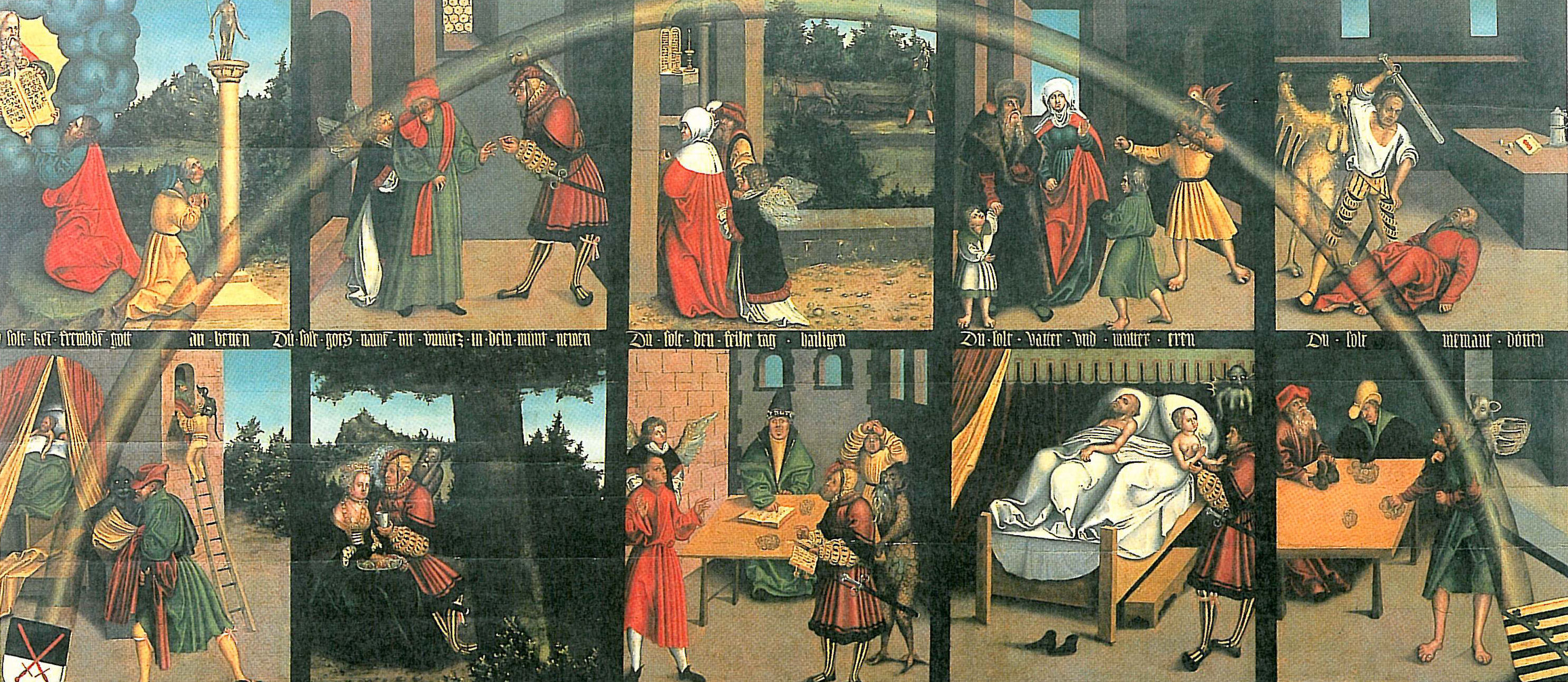
Die 10 Gebote

- Lucas Cranach der Ältere malt den Bilderzyklus Die 10 Gebote.
- Tizian beginnt im Auftrag von Prior Fra Germano da Casale der Kirche Santa Maria Gloriosa dei Frari in Venedig mit der Arbeit an dem Ölgemälde Mariä Himmelfahrt.
- König François I. holt Leonardo da Vinci, den er auf seinem Italienzug kennengelernt hat, an seinen Hof nach Frankreich. Der Künstler nimmt unter anderem die Mona Lisa nach Paris mit. Er bezieht seinen Wohnsitz im Schloss Clos Lucé in Amboise, das ihm zusammen mit einer großzügigen Pension überlassen wird. Der König kommt in den nächsten zwei Jahren häufig mit seinem Hof nach Amboise.

### Gesellschaft

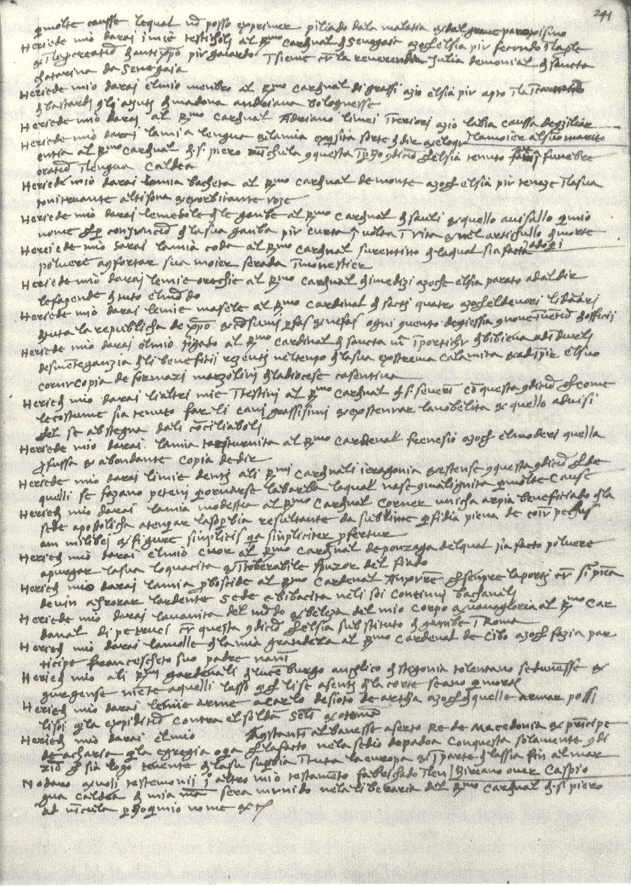
Seite aus dem angeblichen Testament Hannos

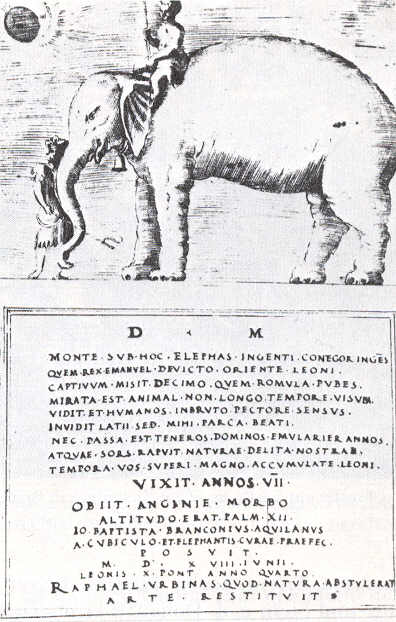
Hannos Epitaph mit Inschrift (Zeichnung von Francisco Orlando, 1538 nach der verschollenen Zeichnung von Raffael)

- Am 8. Juni stirbt der Elefant Hanno, das Lieblingstier von Papst Leo X., das dieser von König Manuel I. von Portugal zwei Jahre zuvor geschenkt bekommen hat. Wenig später kursiert ein satirisches Testament des Elefanten, in dem die Zustände in der römischen Kurie angeprangert werden.
- Der in päpstlichen Diensten stehende Condottiere Giovanni de’ Medici heiratet die Florentiner Patrizierin Maria Salviati.
- Nach der üblichen fünfjährigen Wanderzeit lässt sich der Schuhmachergeselle Hans Sachs in der Reichsstadt Nürnberg nieder.
- In Augsburg wird im Auftrag des Kaufmanns und Bankiers Jakob Fugger unter Baumeister Thomas Krebs mit dem Bau der Fuggerei begonnen, der ältesten noch heute bestehenden Sozialsiedlung der Welt. Der Bau dauert bis 1521.

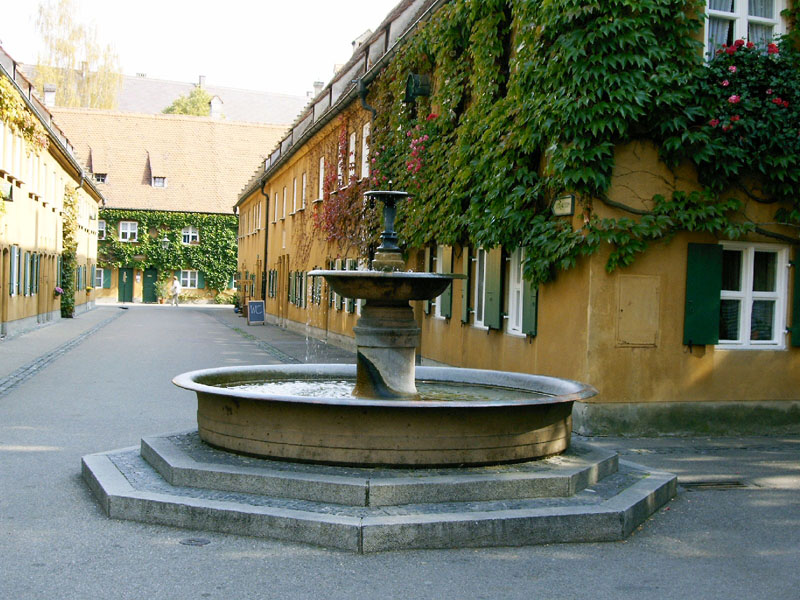
Fuggerei – erste Sozialsiedlung der Welt

- Götz von Berlichingen ruft angeblich dem Kurmainzischen Amtmann in Krautheim an der Jagst den „Schwäbischen Gruß“ zu.

### Religion
- 19. Dezember: Der französische König Franz I. und Papst Leo X. schließen das Konkordat von Bologna. Franz erkennt darin die Superiorität des Papstes (über die Konzilien) und die Annaten (Abgaben für Übertragung eines geistlichen Amtes) an. Dafür erhält er das Recht, die wichtigen Positionen in der französischen Kirche ohne Einmischung des Papstes zu besetzen.
- Das nicht-erbliche Fürstbistum Montenegro wird gegründet. Residenz des Vladikas ist Cetinje.
- Das Novum Instrumentum omne, der erste veröffentlichte Druck des Neuen Testaments in Griechisch, wird gedruckt.
- Eine zweite erweiterte Auflage der Dunkelmännerbriefe erscheint im elsässischen Hagenau, gedruckt von Heinrich Gran. Den ursprünglich 41 Briefen werden dabei in einem Anhang sieben weitere angefügt.

### Natur und Umwelt

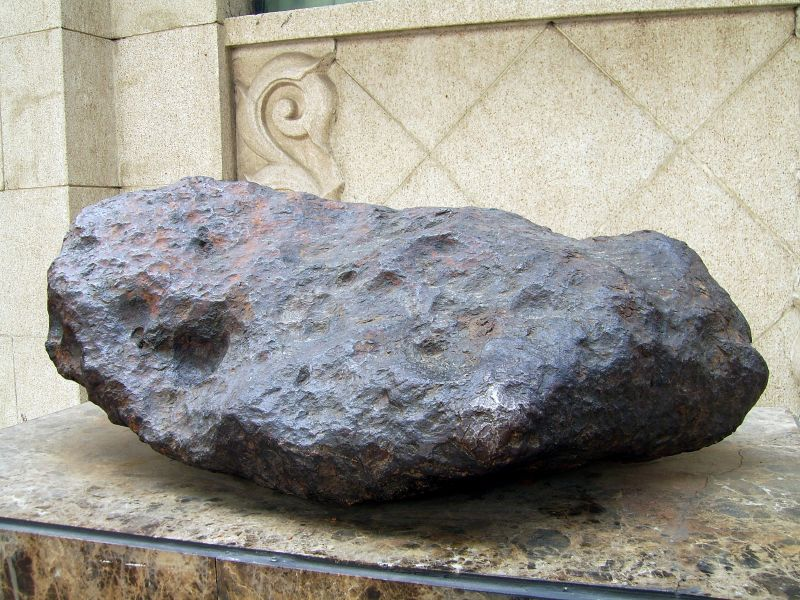
Teil des Meteoriten Nantan

- In der Provinz Guanxi im Kaiserreich China geht in der Nähe der Stadt Nantan der gleichnamige Meteorit nieder. Obwohl er von der Bevölkerung beobachtet wird, bleibt der Meteorit die nächsten 400 Jahre unbeachtet an der Einschlagstelle liegen.

## Geboren

### Januar bis April
- 01. Januar: Margareta Eriksdotter Leijonhufvud, Königin von Schweden († 1551)
- 13. Januar: Adriaen Pauw, niederländischer Kaufmann und Politiker († 1578)
- 14. Januar: Herluf Trolle, dänischer Admiral und Seeheld († 1565)
- 16. Januar: Bayinnaung, König der Taungoo-Dynastie im heutigen Birma († 1581)
- 21. Januar: Georg Sigmund Seld, deutscher Jurist und Reichsvizekanzler († 1565)
- 22. Januar: Agostino Barbarigo, venezianischer Generalkapitän († 1571)
- 02. Februar: Girolamo Zanchi, italienischer reformierter Theologe, Konfessionalist und Reformator († 1590)

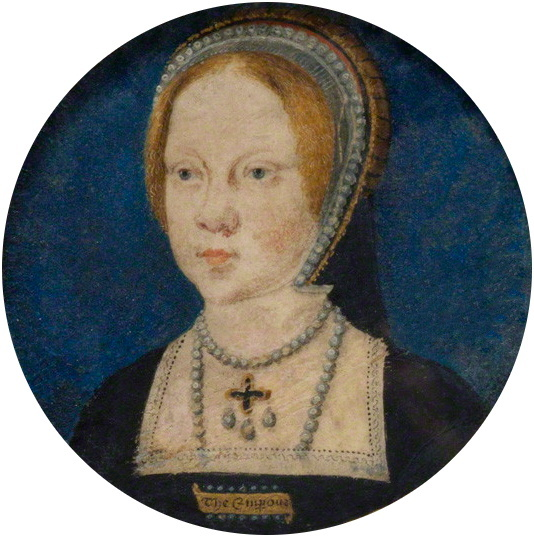
Mary Tudor um 1521

- 18. Februar: Maria I. (Maria Tudor, Bloody Mary), Königin von England und Irland († 1558)
- 18. Februar: Kilian Vogler, deutscher Philosoph, Jurist und Hofgerichtsassessor sowie Professor und Rektor an der Universität Tübingen († 1585)
- 15. März: Alqas Mirza, safawidischer Prinz († 1550)
- 16./26. März: Conrad Gessner, schweizerischer Arzt, Naturforscher und Altphilologe († 1565)
- 13. April: Willem de Witt, Dordrechter Patrizier und Regent († 1596)
- 20. April: Sophia von Alvensleben, Äbtissin des Klosters Althaldensleben († 1590)
- 23. April: Georg Fabricius, protestantischer deutscher Dichter, Historiker und Archäologe († 1571)
- 000April: Benedikt Stokar, französischer Hofrat eidgenössischer Herkunft († 1579)

### Mai bis August
- 16. Mai: Guglielmo Gratorolo, italienischer Alchimist und Arzt († 1568)
- 29. Juni: Rembert Dodoens, flämischer Botaniker und Arzt († 1585)
- 29. Juni: Nikolaus von Dornspach, Bürgermeister von Zittau († 1580)
- 27. Juli: Aemilia von Sachsen, Markgräfin von Brandenburg-Ansbach († 1591)
- 28. Juli: Wilhelm, Herzog von Jülich-Kleve-Berg († 1592)
- 10. August: Johann Habermann, deutscher lutherischer Theologe, Erbauungsschriftsteller und Hebraist († 1590)
- 13. August: Hieronymus Wolf, deutscher Humanist und Philologe, Begründer der deutschen Byzantinistik († 1580)
- 18. August: Brigitta von Pfalz-Simmern, Äbtissin im Stift Neuburg († 1562)
- 000August: Vincenzo Giustiniani, genuesischer Geistlicher, Generalmagister des Dominikanerordens und Kardinal der römisch-katholischen Kirche († 1582)

### September bis Dezember
- 02. September: François I. de Clèves, Graf von Nevers und Eu sowie Graf von Beaufort († 1562)
- 08. September: Adam Siber, deutscher Humanist und Pädagoge († 1584)
- 09. September: Francesco Robortello, italienischer Humanist, Wissenschaftstheoretiker und Herausgeber († 1567)
- 21. September: Matthew Stewart, 4. Earl of Lennox, schottischer Adeliger († 1571)
- 30. September: Hartmann Beyer, deutscher Mathematiker, Theologe und Reformator († 1577)
- 14. Oktober: Maximilian Mörlin, deutscher evangelischer Theologe und Reformator († 1584)

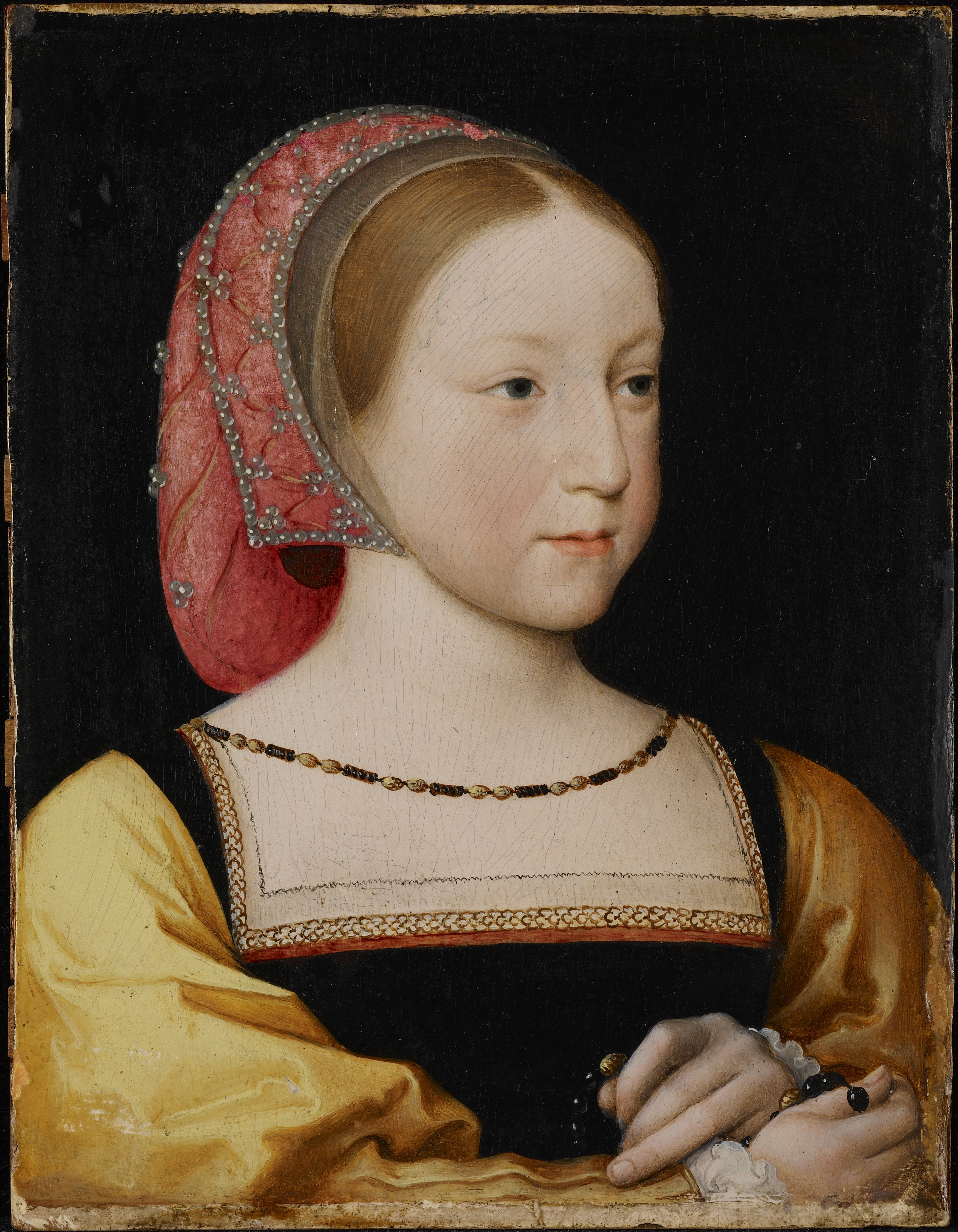
Charlotte de France 1524

- 23. Oktober: Charlotte von Frankreich, Prinzessin von Frankreich († 1524)
- 05. November: Martin Helwig, deutscher Kartograf und Pädagoge († 1574)
- 09. Dezember: Modestinus Pistoris, deutscher Rechtsgelehrter, Stadtrichter sowie Bürgermeister von Leipzig († 1565)
- 23. Dezember: Johann Jakob Fugger, deutscher Kaufmann und Kunstförderer († 1575)

### Genaues Geburtsdatum unbekannt
- Johannes IV. Beck, Abt des Zisterzienserklosters in Ebrach († 1562)
- Matthaeus Collinus, böhmischer Humanist († 1566)
- Cristóvão da Gama, portugiesischer Heerführer († 1542)
- Hans Dietrich von Gemmingen, Grundherr in Heimsheim und Mühlhausen sowie in Weinfelden († 1566)
- Cosmas Gienger von Wolfseck, Ulmer Patrizier und Vizedom in Österreich ob der Enns († 1592)
- Henry Howard, Earl of Surrey, englischer Adeliger und Dichter († 1547)
- Klemens Janicki, polnischer lateinischer Dichter († 1543)
- Johann I. von Viermund, Erbvogt zu Neersen († 1572)
- Karl I., Graf von Hohenzollern († 1576)
- Wolf von Kötteritz, deutscher Jurist und Politiker († 1575)
- Franz Kram, deutscher Jurist und kurfürstlich sächsischer Kanzler († 1568)
- Hans Mielich, deutscher Maler und Zeichner († 1573)
- Andreas Poach, deutscher lutherischer Theologe und Reformator († 1585)
- Pedro Ponce de León, spanischer Benediktiner und Gründer einer Schule für Gehörlose († 1584)
- Sujumbike, Regentin des Kasaner Khanats († nach 1554)
- Tabinshwehti, Begründer und König des zweiten Birmanischen Reichs († 1550)
- André Thevet, französischer Forscher und Schriftsteller († 1592)
- Christoph Tiedemann, Stiftsherr am Kollegiatstift Eutin und Domherr am Ratzeburger Dom († 1561)
- Jan van Utenhove, flämischer Humanist und reformierter Theologe († 1566)
- Jacob Schönebeck der Jüngere, deutscher Ratsherr, Kämmerer und Bürgermeister der Hansestadt Stendal († 1579)
- Bernhard Walther, deutscher Rechtsgelehrter, Professor und innerösterreichischer Regierungskanzler († 1584)

### Geboren um 1516
- zwischen 24. Februar 1515 und 24. Februar 1516: Johann Weyer, deutscher Arzt und Gegner der Hexenverfolgung († 1588)
- 1515/1516: Cipriano de Rore, flämischer Komponist († 1565)
- 1515/1516: Nicholas Throckmorton, englischer Agent, Diplomat und Politiker († 1571)

- Christian Brück, sächsischer Kanzler († 1567)
- Realdo Colombo, italienischer Anatom und Chirurg († 1559)
- Lope García de Castro, spanischer Jurist und als Präsident der Real Audiencia interimistischer Vizekönig von Peru († 1576)
- John Hales, englischer Politiker († 1572)
- Paulus Juusten, finnischer Reformator, Bischof von Wiborg und Turku († 1575)
- Cyriacus Lindemann, deutscher Pädagoge († 1568)
- Volkwin Weigel, hessischer Mathematiker und Arzt († 1579)

- 29. Juni 1516/1517: Rembert Dodoens, flämischer Botaniker und Arzt († 1585)
- 1516/1517: Germain Vaillant de Guélis, französischer Jurist, katholischer Geistlicher, Bischof von Orléans und Altphilologe († 1587)
- 1516/1518: Bartolommeo Genga, italienischer Maler und Architekt († 1558)

## Gestorben

### Erstes Halbjahr

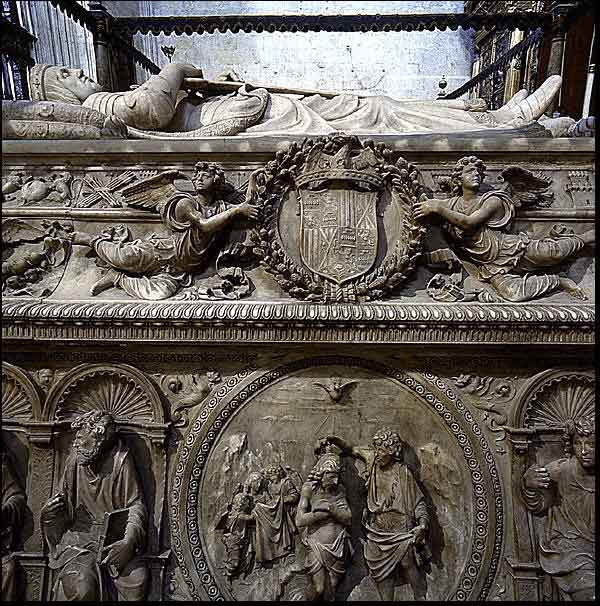
Das Grabmal Ferdinands des Katholischen

- 23. Januar: Ferdinand II., König von Sizilien und Aragón, als Ferdinand III. König von Neapel und als Ferdinand V. König von Kastilien und León (* 1452)
- 26. Januar: Johann Neuhauser, bayerischer Staatsmann
- 02. Februar: Juan Díaz de Solís, spanischer Seefahrer und Entdecker (* 1470)
- vor dem 14. Februar: Niccolò Machiavelli, Florentiner Bürger, Cousin und zeitgenössischer Namensvetter des namhaften Florentiner Philosophen (* 1449)
- 29. Februar: Bernat Fenollar, valencianischer Geistlicher, Kulturförderer und Poet (* zwischen 1435 und 1440)
- 13. März: Vladislav II., König von Böhmen, Ungarn, Kroatien und Slawonien (* 1456)

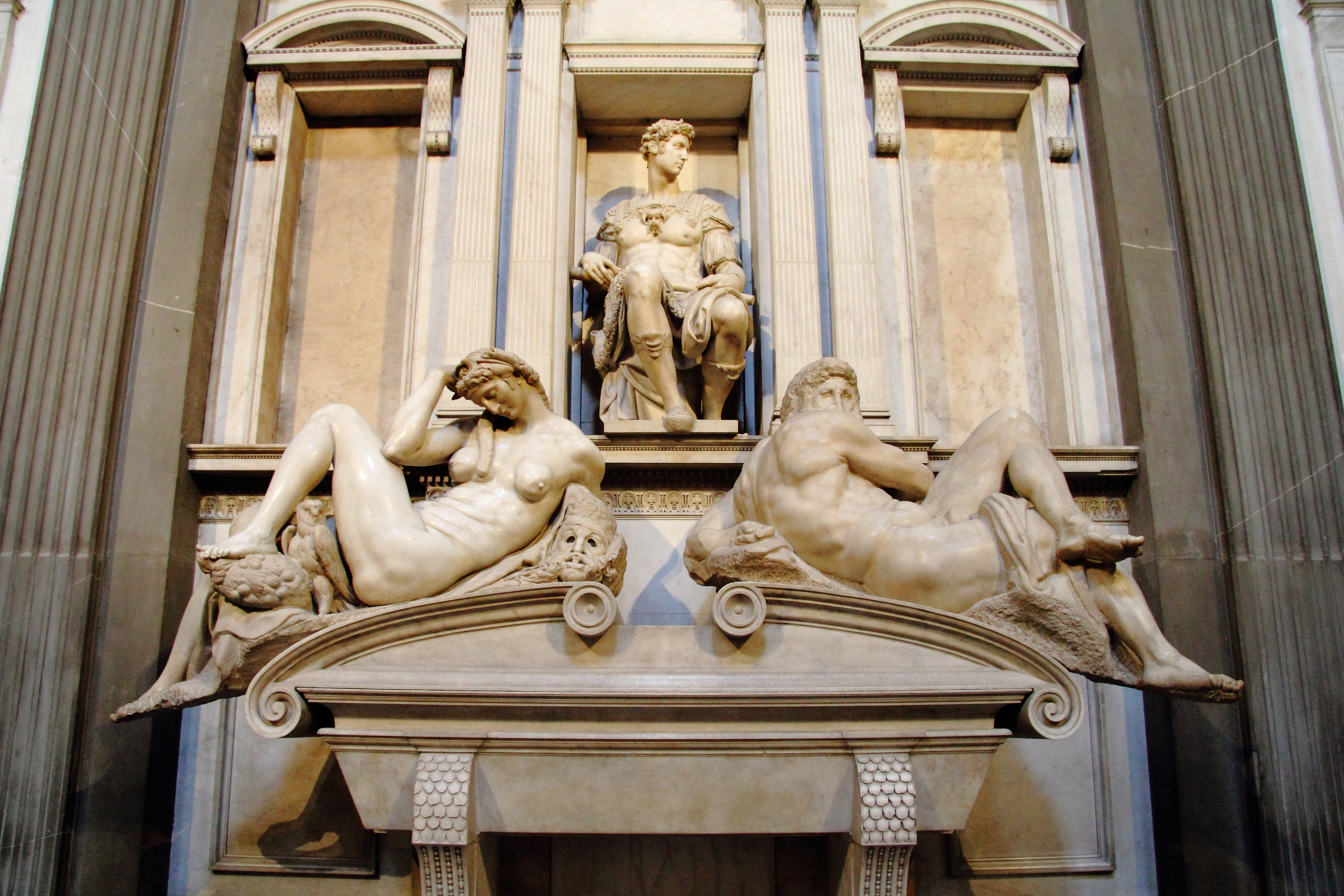
Das Grabmal Giuliano Medicis, geschaffen von Michelangelo

- 17. März: Giuliano di Lorenzo de’ Medici, Herr von Florenz und Herzog von Nemours (* 1479)
- 20. März: Battista Mantovano, italienischer Dichter und Humanist (* 1447)
- 28. März: Kunz von Lüchau, Brandenburg-Kulmbacher Amtmann in Selb und Rehau und sächsischer Amtmann in Schleiz
- 01. April: Jean II. de Rohan, bretonischer Adliger (* 1452)
- 08. April: Hieronymus von Stauff, Reichsfreiherr zu Ehrenfels und herzoglich bairischer Hofmeister, hingerichtet
- 11. April: Ulrich Krafft, deutscher Prediger und Rechtsgelehrter (* um 1455)
- 25. April: John Yonge, englischer Diplomat und Jurist (* 1466/67)
- 27. Mai: Peter Wolkow, Bischof von Schwerin
- 12. Juni: Ernst, Fürst von Anhalt-Dessau (* 1454)
- 17. Juni: Johann III., König von Navarra (* 1469)
- vor Juli: Jacopo de’ Barbari, italienischer Maler und Kupferstecher (* um 1460–70)

### Zweites Halbjahr
- 18. Juli: Marco Vigerio della Rovere, Bischof von Senigallia und Ventimiglia, Kardinalpriester von S. Maria in Trastevere, Erzbischof von Trani und Kardinalbischof von Palestrina (* 1446)
- 30. Juli: Johann V., Graf von Nassau-Dillenburg (* 1455)
- 01. August: Louis d’Orléans-Longueville, Großkammerherr von Frankreich, Graf von Dunois, Longueville und Tancarville (* 1480)
- 07. August: Federico Sanseverino, Kardinal der Römischen Kirche (* um 1462)
- 09. August (begraben): Hieronymus Bosch, niederländischer Maler (* um 1450)
- 15. August: Jacques de Croÿ, Benediktinerpater, Kunstmäzen und Fürstbischof von Cambrai, sowie illegitimer Regent des Hochstifts Lüttich (* um 1436)
- 21. August: Johann III., Graf von Egmond, Statthalter von Holland, Zeeland und Westfriesland, Herr von Baer, Lathum, Hoogwoude und Aarstwoude, sowie Herr von Purmerend, Purmerland und Ilpendam (* 1438)
- 23. August: Nicolaus Celer, deutscher Theologe und Rektor der Universität Leipzig
- 24. August: Al-Aschraf Qansuh (II.) al-Ghuri, Sultan des ägyptischen Mamluken-Reichs (* 1441)
- 000September: Jacopo da Volterra, italienischer Humanist (* 1434)

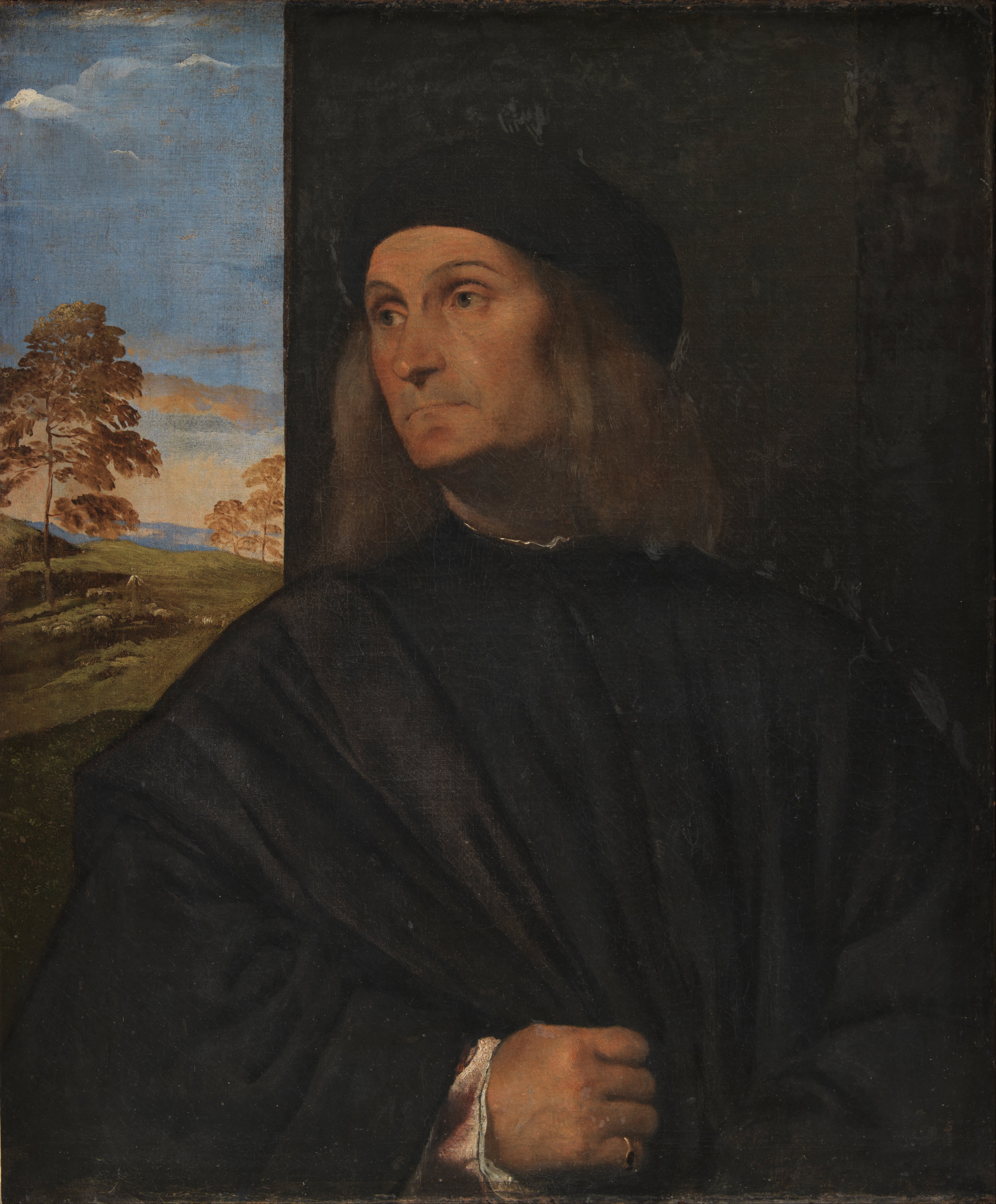
Tizian: Porträt Giovanni Bellinis

- 16. Oktober: Francesco Fiorentino, italienischer Architekt, Bildhauer und Steinmetz
- 29. November: Giovanni Bellini, italienischer Maler (* um 1430)
- 04. Dezember: Ludwig Ebmer, Bischof von Chiemsee
- 11. Dezember: Sebastian Breuning, Vogt von Weinsberg und politischer Gegner Herzog Ulrichs von Württemberg
- 11. Dezember: Konrad Vaut, Vogt von Cannstatt und politischer Gegner Herzog Ulrichs von Württemberg (* um 1446)
- 13. Dezember: Johannes Trithemius, Abt im Kloster Sponheim, vielseitiger Gelehrter und Mystiker (* 1462)
- 27. Dezember: Jacques d’Amboise, französischer Kleriker, Abt von Jumièges, Abt von Cluny, Bischof von Clermont und Minister Ludwigs XII.
- 29. Dezember: Johannes Butzbach, rheinischer Benediktiner und Schriftsteller, Prior der Abtei Laach (* 1477)

### Genaues Todesdatum unbekannt
- Giovanni Antonio Boltraffio, Mailänder Maler (* 1467)
- Vincenzo Foppa, italienischer Maler (* um 1427)
- Bernardino Fungai, italienischer Maler der Schule von Siena (* 1460)
- Johann I., Graf von Rietberg (* um 1450)
- Johann Kerkring, Ratsherr der Hansestadt Lübeck
- Luca Landucci, Florentiner Spezereiwarenhändler und Chronist (* 1436)
- Hermann Lilie, Bürgermeister von Werl (* vor 1453)
- Antonio Lombardo, venezianischer Bildhauer (* um 1458)
- Konrad Pfettisheim, Straßburger Bürger und Autor einer Reimchronik über die Burgunderkriege (* vor 1477)
- Kilian Reuter, deutscher Humanist und Dramatiker (* vor 1480)
- Biagio Rossetti, italienischer Architekt und Stadtplaner (* 1447)
- Giuliano da Sangallo, Florentiner Architekt und Bildhauer (* 1445)
- Johannes Scheyring, Rektor der Universität Leipzig und Domherr in Magdeburg und Halberstadt (* 1454)
- Ivo Strigel, süddeutscher Bildhauer (* 1430)
- Hermann Vischer der Jüngere, deutscher Maler und Bildhauer (* 1486)

### Gestorben um 1516
- 1515 oder 1516: Alonso de Ojeda, spanischer Seefahrer (* um 1470)
- Jürgen Richolff der Ältere, deutscher Drucker
- 1516 oder später: Gaspar da Gama, polnisch-jüdischer Kaufmann und Spion des Herrschers von Goa, später Übersetzer in portugiesischen Diensten (* um 1460)